# Механічний провулок (Київ)
Механі́чний прову́лок — зниклий провулок, що існував у Жовтневому, нині Солом'янському районі міста Києва, місцевість Караваєві дачі. Пролягав від вулиці Олекси Тихого до Машинобудівної вулиці.

## Історія
Провулок виник у 1-й половині XX століття під назвою 852-га Нова вулиця. Назву Механічний провулок набув 1953 року.
Ліквідований разом із навколишньою малоповерховою забудовою наприкінці 1970-х — на початку 1980-х років.